# Thaumatogryllus mauiensis
Thaumatogryllus mauiensis är en insektsart som beskrevs av Otte, D. 1994. Thaumatogryllus mauiensis ingår i släktet Thaumatogryllus och familjen syrsor. Inga underarter finns listade i Catalogue of Life.